# Palacio de Molina
El palacio de Molina, también llamado casa-palacio de Molina o erróneamente palacio de la Viuda de Molina, es un palacio construido en el siglo XVIII en el casco antiguo de la ciudad española de Cartagena (Región de Murcia). En 1986 fue incoado un expediente de declaración del edificio como Bien de Interés Cultural, que sin embargo no ha tenido aún resolución definitiva.

## Historia
El palacio fue construido durante el siglo XVIII para albergar la residencia de los marqueses de Pinares, que con el paso del tiempo alquilaron partes de la planta baja, una de ellas al empresario y cónsul del Reino de Cerdeña en la ciudad, Nicolás Biale, que estableció una compañía consignataria. Librada Felipa Biale Valarino, posiblemente emparentada con Biale, se casó con el abogado Cirilo Molina Cros, quien sería alcalde de Cartagena en dos ocasiones a finales del siglo XIX, y que compró el inmueble en 1871 a José Riquelme y Vivar, III marqués de Pinares. De esta forma la familia Molina pasó a vivir al palacio y le dio su nombre.
En 1923, sirvió de alojamiento para el rey Alfonso XIII y su esposa Victoria Eugenia de Battenberg en su visita a la ciudad para inaugurar el monumento a los Héroes de Cavite y el Club de Regatas, y durante la guerra civil fue utilizado por el Ejército Popular como centro de ocio y formación de mujeres milicianas.
El palacio de Molina fue adquirido en 1987 por una empresa inmobiliaria para pasar definitivamente al Ayuntamiento de Cartagena, que en 2005 proyectó situar en su interior un museo de la Semana Santa local, idea que acabó siendo descartada. Desde el año 2000 acoge el Centro Regional de Artesanía, en el que se suelen realizar exposiciones temporales.

## Arquitectura

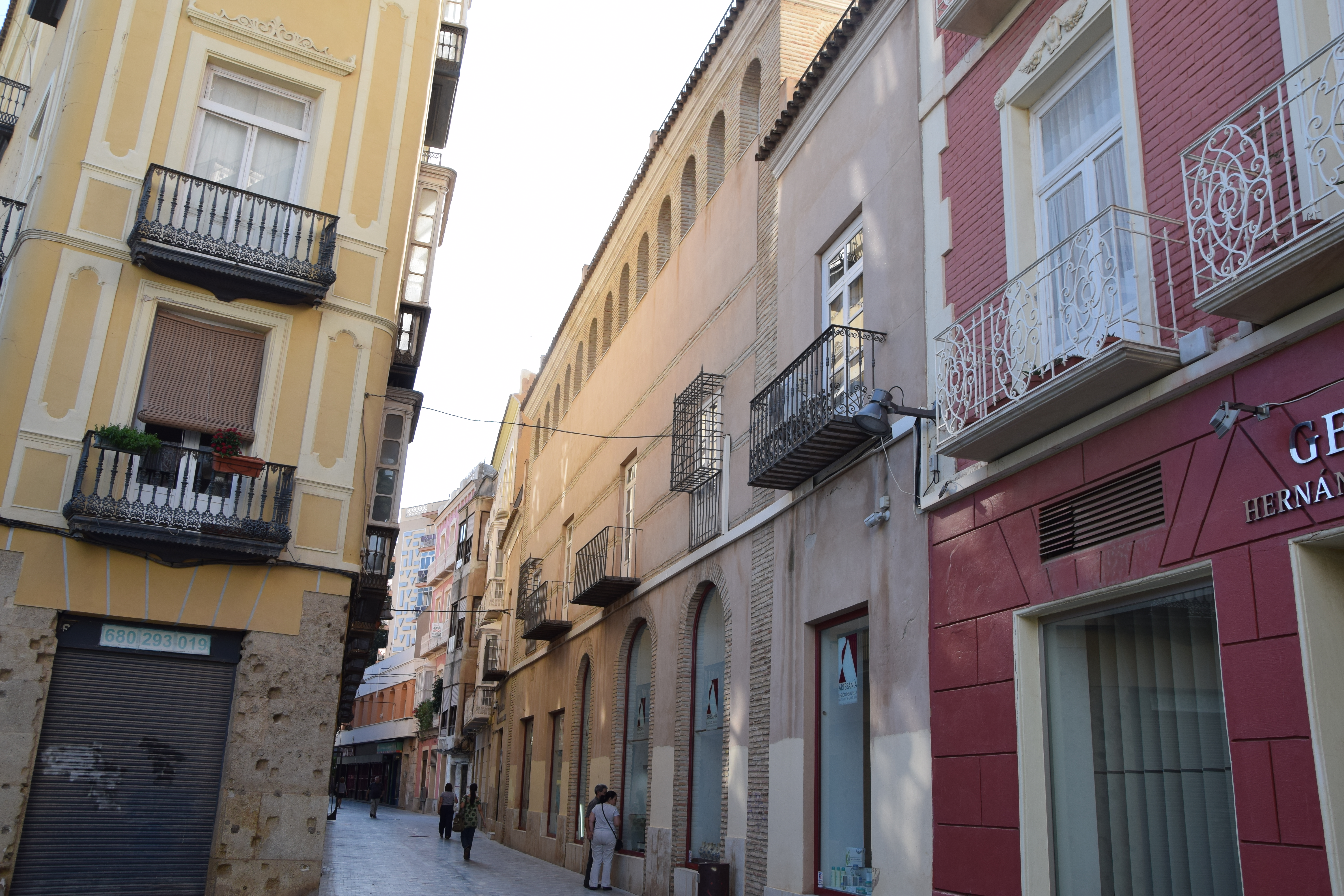
El palacio visto desde la calle Honda.

El edificio, de tres plantas, cuenta con dos fachadas, la delantera y principal en la calle de la Jara y la trasera en la calle Honda. En ambas despliega una gran sobriedad en la que se compaginan los estilos barroco y neoclásico, y destaca la entrada, enmarcada por una portada de pilastras de orden toscano. Respecto a las ventanas, dos son miradores cerrados por rejas barrocas mientras que el resto disponen de balcones. Finalmente, una cubierta inclinada de dos vertientes termina de coronar el palacio.
En el pasado, el interior contaba con escultura y mobiliario de la época. De sus estancias sobresalían la biblioteca, el salón de baile, la eminente pinacoteca y la capilla, en la que tras el altar se situaba un retablo decorado con representaciones de ángeles, presentes además en el techo. Sin embargo, todos los interiores existentes en el palacio original fueron «vaciados», según la terminología de Pérez Yelo y Rodríguez Martín (2016), en las sucesivas reformas que han adaptado la casa a su nueva función como sede del Centro Regional de Artesanía.